# 科尔察自治省
科尔察自治省，有时也被称作科尔察共和国（法語：République de Koritza），是1916年12月10日由驻扎在阿尔巴尼亚科尔察地区的法国军队建立的一个自治实体，存续至1920年6月15日法军撤离。